# Gaston Durnez
Gaston Cyriel Durnez, né le 9 septembre 1928 à Wervik (province de Flandre-Occidentale) et mort le 22 novembre 2019 à Lierre (province d'Anvers), est un chroniqueur, journaliste, poète et écrivain belge d'expression flamande.
Il travailla pour le journal De Standaard et fut l'un des fondateurs de l'Encyclopedie van de Vlaamse Beweging. Il est également l'auteur de De Geschiedenis van Sleenovia (1965), une bande dessinée de Willy Vandersteen et Eduard De Rop, mettant en vedette des personnages de Néron de Marc Sleen, qui a fait l'objet d'une féroce bataille du droit d'auteur entre les journaux De Standaard et Het Volk.

## Scénario de films
- De Witte van Sichem[5]. En collaboration avec Fernand Auwera, Louis P. Boon, d'après le livre d'Ernest Claes. Film de Robbe De Hert, 1980.

## Prix et distinctions
- Commandeur de l'ordre de la Couronne par le roi Philippe (2017)[6].

## Voir également
- Littérature flamande
- Mouvement flamand